# 白河鱊
白河鱊（学名：Acheilognathus peihoensis），是鲤科鱊属一种，分布于中国天津、河北、湖北、江苏及云南等地。模式产地为天津白河（今北运河）。

## 形态特征
体侧扁，近长菱形。背鳍具分枝鳍条11-14，臀鳍具分枝鳍条9-10。侧线鳞33-35。尾柄中部有一条黑色纵纹，向前延伸至背鳍第3-5分枝鳍条下方。